# Руна (приток Полы)
Руна — река в России, протекает по Марёвскому району Новгородской области. Устье реки находится в километре к югу от деревни Намошье Моисеевского сельского поселения в 217 км по правому берегу реки Пола. Длина реки составляет 37 км.
Притоки: Серповка (правый), Фитин (левый), Сизовка (левый), Плотка (правый).
По берегам реки расположены деревни Велильского сельского поселения: Руницы, Горшок, Скагородье, Лучки, Ястребовщина, Андреевщина, Седловщина, село Велилы — центр поселения, Ям, Заречье, Овсяниково (между Руной и Полой), Вёшки.
Система водного объекта: Пола → Ильмень → Волхов → Ладожское озеро → Нева → Балтийское море.

## Данные водного реестра
По данным государственного водного реестра России относится к Балтийскому бассейновому округу, водохозяйственный участок реки — Ловать и Пола, речной подбассейн реки — Волхов. Относится к речному бассейну реки Нева (включая бассейны рек Онежского и Ладожского озера).
Код объекта в государственном водном реестре — 01040200312102000021861.